# Las Barreras (Granada)
Las Barreras (también llamada popularmente Las Barreras de Órgiva) es una localidad y pedanía española perteneciente al municipio de Órgiva, en la provincia de Granada, comunidad de Andalucía. Está situada en la parte suroccidental de la comarca de la Alpujarra Granadina. Cerca de esta localidad se encuentran los núcleos de Los Tablones, Bayacas, Carataunas, Cáñar y Lanjarón.

## Demografía
Según el Instituto Nacional de Estadística de España, en el año 2011 Las Barreras contaba con 279 habitantes censados.

## Cultura

### Fiestas
Las Barreras cuenta con dos fiestas principales; la más conocida son las fiestas en honor a la Virgen de la Fe, que se procesiona el último domingo del mes de mayo por las calles de la pedanía orgiveña. También cabe destacar las fiestas de los típicos chiscos granadinos, que tienen lugar el 16 de enero.